# موزه خوشنویسی ایران
موزهٔ خوشنویسی ایران یکی از موزه‌های استان تهران است که ۲۸ مرداد ۱۳۹۶ افتتاح شده و در محل عمارت تاریخی فولادوند قرار دارد. شمار آثار در معرض نمایش عموم حدود ۲۰۰ اثر است که شامل قطعات خوشنویسی، نسخه‌های خطی، ادوات و ابزار خوشنویسی و دیگر اشیای مربوط به این هنر می‌شود. بازهٔ تاریخی آثار این موزه از سدهٔ سوم قمری تا اوایل دورهٔ پهلوی را دربرمی‌گیرد. از جملهٔ هنرمندان خوشنویس ایرانی که آثارشان در موزهٔ خوشنویسی ایران نگهداری می‌شود می‌توان به خواجه اختیار منشی، علیرضا عباسی، میرزا احمد نیریزی، میرزا غلامرضا اصفهانی، میرحسین خوشنویس‌باشی، شکرالله نامه‌نگار، محمدرضا کلهر و محمدحسین عمادالکتاب اشاره کرد.

## ساختمان موزه
موزهٔ خوشنویسی ایران در خیابان شریعتی، بن‌بست فولادوند واقع شده‌است.
ساختمان موزه به مساحت ۶۰۰ مترمربع متعلق به غلامرضا فولادوند، نمایندهٔ شاهرود در ادوار پانزدهم و شانزدهم مجلس شورای ملی ایران بود و در همان سال‌های ۱۳۲۶ تا ۱۳۳۰ ساخته شده‌است. ساختمان فولادوند به‌صورت کوشک در میان باغی مشجر قرار داشت و در آن از نمای آجری، در و پنجره و تابش بندهای چوبی، ستون‌های استوانه‌ای بدون تزئینات داخلی استفاده می‌شد.
این عمارت تا مدت‌ها پس از انقلاب ۱۳۵۷ هم محل سکونت خانوادۀ فولادوند بود و پس از آن متروکه شد و گاه از ساختمان و محوّطۀ بیرونی آن برای ساخت فیلم های سینمایی و مجموعه های تلویزیونی استفاده می شد؛ سازمان زیباسازی شهر تهران در سال ۱۳۹۵ این عمارت را با هدف حفظ و حراست از بناهای قدیمی دارای هویت معماری خریداری کرد و آن‌را به موزهٔ خوشنویسی ایران اختصاص داد. پس از مراحل بازسازی ساختمان قدیمی، فضاهای جدید به مجموعه اضافه و طراحی داخلی انجام شد. بناهای افزوده به این مجموعه با نمای تماماً شیشه‌ای از بخش قدیمی ساختمان جدا شده‌است.
مجموعهٔ موزهٔ خوشنویسی ایران شامل چند تالار برای نمایش آثار در دو طبقه، بخش اداری، مخزن آثار، تالار نشست‌ها و کتابخانه است.